# 대한민국 민법 제752조
대한민국 민법 제752조는 불법행위 생명침해로 인한 위자료에 대한 손해배상책임에 대한 민법 채권법 불법행위 조문이다.

## 조문
제752조(생명침해로 인한 위자료) 타인의 생명을 해한 자는 피해자의 직계존속, 직계비속 및 배우자에 대하여는 재산상의 손해없는 경우에도 손해배상의 책임이 있다.

第752條(生命侵害로 因한 慰藉料) 他人의 生命을 害한 者는 被害者의 直系尊屬, 直系卑屬 및 配偶者에 對하여는 財産上의 損害없는 境遇에도 損害賠償의 責任이 있다.

Article 752 (Pain and Suffering for Wrongful Death) The tortfeasor for wrongful death is liable for pain and suffering of the victim’s immediate and extended family members even though there is no pecuniary damage.

## 비교 조문
일본민법 제710조 (재산이외의 손해의 배상) 타인의 신체, 자유 또는 명예를 침해한 경우 또는 타인의 재산권을 침해한 경우의 어느 것이나를 묻지 않고, 전조의 규정에 의해 손해배상의 책임을 지는 자는 재산 이외의 손해에 대하여도 그 배상을 하여야 한다.

## 사례
갑은 횡단보도를 지나고 있었는데, 카톡을 하고 있던 운전자 을의 차에 치어서 사망하자 갑의 어머니와 갑의 배우자 정은 자신의 정신적 고통을 이유로 손해배상을 청구할 수 있다.

## 판례

### 민법 제752조에 규정된 친족 이외의 친족의 위자료 청구권
- 본조에 의한 생명침해의 경우에 있어서의 위자료청구권자의 규정은 제한적 규정이 아니고 그 정신적 고통에 관한 거증책임을 경감하는 취지의 규정에 불과하므로 본조에 규정에 의하여 위자료를 청구할 수 있다[2].
- 민법 752조의 규정은 위자료 청구권이 있는 사람과 피해법익을 예시적으로 규정한 것에 지나지 않는다고 해석되므로 위 조문에 열거된 사람이외에 피해자와 자부의 신분관계가 있는 사람도 마땅히 그가 받은 정신상의 손해배상을 청구할 수 있다[3].

### 신체의 침해의 정도가 피해자의 죽음에 비견할 수 있는 것이 아닌 경우와 피해자의 친족의 위자료 청구권
타인의 불법행위로 정신적 고통을 입은 경우에는 그 상해가 죽음에 비견할 수 있는 것이 아니라 하여도 피해자의 부모, 부부, 자식들은 그로 인한 정신적 손해의 배상을 청구할 수 있다 할 것이며, 민법 제752조는 손해의 거증책임을 경하게 규정한데 불과하고, 민법 제750조, 본조의 적용에 어떠한 제한을 가한 것이라고 볼 것이 아니다.

## 참고 문헌
- 오현수, 일본민법, 진원사, 2014. ISBN 978-89-6346-345-2
- 오세경, 대법전, 법전출판사, 2014 ISBN 978-89-262-1027-7
- 이준현 , LOGOS 민법 조문판례집, 미래가치, 2015. ISBN 979-1-155-02086-9

## 같이 보기
- 불법행위
- 위자료
- 손해배상